# Gare de Sakaimatsu
La gare de Sakaimatsu (境松駅, Sakaimatsu-eki) est une gare ferroviaire de la ville de Kuroishi, dans la préfecture d'Aomori au Japon. Elle est exploitée par la société Kōnan Railway et est desservie par la Ligne Kōnan.

## Situation ferroviaire
La gare de Sakaimatsu est située dans le nord-ouest de la ville de Kuroishi, au point kilométrique (PK) 15.3 de la ligne Kōnan.

## Histoire
La gare de Sakaimatsu est ouverte aux voyageurs le 1er juillet 1950.

## Service des voyageurs

### Accueil
La station de Sakaimatsu ne dispose que d'un abri pour voyageurs.

### Ligne ferroviaire
- Kōnan Railway
  - Ligne Kōnan

### Disposition des quais
- Cette gare dispose d'un quai latéral et d'une seule voie.

| N° de voie | Ligne | Direction |
| ---------- | ----- | --------- |
| 1          | Kōnan | Hirosaki  |
| 1          | Kōnan | Kuroishi  |

### Desserte
| Kōnan Railway      |             |             |             |                    |
| Direction Hirosaki | Ligne Kōnan | Ligne Kōnan | Ligne Kōnan | Direction Kuroishi |
| Inakadate          |             | -           |             | Kuroishi           |